# Cauchois (cheval)
Vous lisez un « bon article » labellisé en 2018.
Pour les articles homonymes, voir Cauchois (homonymie).
Le Cauchois, ou bidet normand, est une race de chevaux de trait lourd, originaire du pays de Caux, sur le littoral de l'ancienne région de Haute-Normandie, en France. Réputé pour sa capacité de déplacement au « pas relevé », il est très recherché aux XVIIe et XVIIIe siècles. Bien qu'il soit le plus souvent attelé à de lourdes charges, telles que les diligences de la Compagnie générale des omnibus, il arrive aussi qu'il soit monté par les paysannes cauchoises pour se rendre au marché. Il est exporté dans de nombreuses régions de France, ainsi qu'en Suisse, où il donne naissance à la race chevaline de Bulle, dans le canton de Fribourg.
En raison de la concurrence du chemin de fer et des attelages légers, le Cauchois se raréfie dès la fin du XIXe siècle. Il est désormais éteint, par absorption dans la race du Boulonnais. Le Cauchois a inspiré quelques œuvres d'art, en particulier une lithographie de Théodore Géricault, en 1822.

## Histoire
Le Cauchois est également connu sous le nom de « bidet normand ». Les informations disponibles concernant cette ancienne race sont datées, le Cauchois ne figurant ni dans l'étude des races de chevaux menée par l'université d'Uppsala, publiée en août 2010 pour la FAO, ni dans la base de données DAD-IS, ni dans la seconde édition de l'ouvrage de l'université d'Oklahoma recensant les races de chevaux (2007), ni dans l'index des races de chevaux disparues dans l'ouvrage de Delachaux et Niestlé (2014), ni dans l'édition de 2016 de l'encyclopédie de CAB International.
D'après le zootechnicien André Sanson, le Cauchois est d'origine britannique. Cependant, d'après le comte Achille de Montendre, son ancêtre serait le Flamand.
Aux XVIIe et XVIIIe siècles, le Cauchois est très recherché par les gentilshommes des campagnes, pour ses qualités de robustesse et d'élégance. Un rapport de M. Le Prévost, écrit au moment de la réorganisation des haras, donne de nombreux détails à propos de la race du pays de Caux sous l'Ancien Régime : « Le pays de Caux possédait, avant la Révolution, une espèce de chevaux qui lui était particulièrement avantageuse, connue sous le nom de chevaux cauchois. Ils étaient le résultat de juments indigènes avec les étalons de race normande ou danoise, répandus en grand nombre dans nos différents cantons ».
En 1820, la présence d'étalons cauchois est notée dans divers haras, par exemple dans celui d'Amécourt, dans la Somme, créé en 1815 ; et dans celui de Maintenon, en Eure-et-Loir.
En 1846, un article de l'hebdomadaire L'Illustration présente la race comme « le type du cheval de trait », précisant qu'elle est « improprement appelée boulonnais ». Les chevaux élevés dans le pays de Caux sont alors surnommés, dans le commerce, les « chevaux du bon pays » pour souligner leurs qualités, et dans le but de les différencier des traits picards, plus lourds, surnommés les « chevaux du mauvais pays ». D'après Eugène Gayot, cette distinction tombe en désuétude avant les années 1860. Il note également que les races du Boulonnais et du Cauchois tendent à se confondre. En 1877, la Société centrale d'agriculture du département de la Seine-Inférieure, à Rouen, propose diverses mesures pour « l'amélioration des chevaux cauchois », notamment le croisement avec des étalons Pur-sang ou demi-sang, et un étalon Percheron.
La race cauchoise décline avec l'arrivée des chemins de fer, qui lui fait concurrence dans ses fonctions de cheval de traction,, et celle du tilbury, qui favorise l'usage de chevaux métis. André Sanson note ce déclin dès 1867, et prédit l'extinction prochaine du Cauchois dans son ouvrage zootechnique paru en 1888. En 1896, Jean-Henri Magne indique que les races de chevaux du nord de la France, Boulonnais, trait picard, Flamand et Cauchois, tendent à se confondre et à ne plus former qu'un seul type, en raison de l'assainissement de leurs pâtures et des croisements pratiqués entre eux. En 1923, Paul Diffloth explique que le Cauchois a été refoulé par la concurrence d'autres races, et modifié par des croisements.

## Description

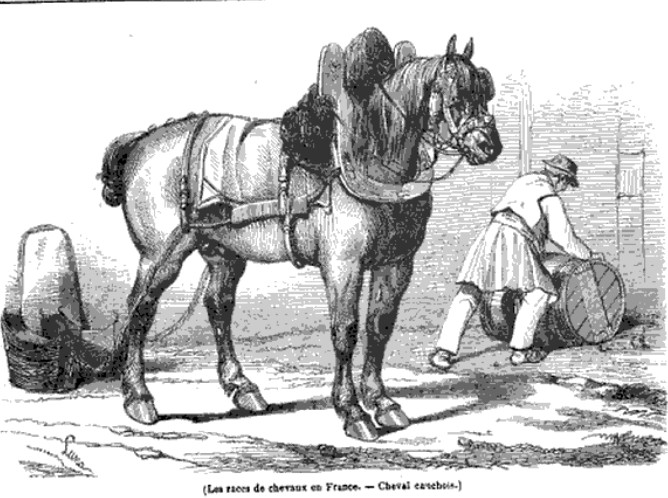
Cauchois dans le périodique L'Illustration, 1846.

Le Cauchois est classé parmi les races de « gros trait », considéré comme une variété du Boulonnais. D'après un numéro de la revue Mélusine (1878) citant Eugène Gayot : « La race boulonnaise appartient surtout au Pas-de-Calais et à la Somme ; elle devient bourbourienne dans le Nord et cauchoise dans la Seine-Inférieure. »
Ce cheval est parfois décrit comme « la plus massive des races françaises ». Sa taille est d'environ 1,66 m. Bien que la race soit dotée d'une forte corpulence, le Cauchois est, d'après F. Joseph Cardini, un cheval de trait moins massif que ceux du Boulonnais, qui présente aussi moins de fanons, des extrémités moins fortes, et une tête moins chargée que ce dernier. Au contraire, M. Le Prévost décrit les chevaux cauchois sous l'Ancien Régime comme moins élégants que les chevaux des départements de l'Orne, du Calvados et de la Manche, avec une tête plus forte et une croupe plus commune.
André Sanson les distingue par « un certain cachet de distinction et d'élégance robuste ». Le garrot est assez plat. Le poitrail est énorme, et très proéminent. Les épaules sont fortes et réputées belles. Les reins et la croupe sont très larges. Le ventre est volumineux. Les membres sont très solides. Les avant-bras et les cuisses présentent beaucoup d'ampleur. Le pied est réputé qualiteux.
Selon Sanson, les meilleurs sujets se distinguent par leurs lignes plus allongées (dont une encolure allongée), leur garrot sorti, leur tête plus légère, et leur robe généralement baie.
D'après Diffloth, la robe la plus fréquente est un rouan-bleu. La queue est habituellement écourtée en conservant deux mèches de crins de chaque côté de la base, étalées en panache, pour conserver une certaine élégance. Les Cauchois sont réputés plus précoces et plus vigoureux que les autres chevaux normands.

### Allures
La race est réputée pour son « pas relevé », une allure rapide qui permettait à un cavalier de faire de longues courses en marchant « d'un pas précipité ». Ainsi, les herbagers normands voyageaient jadis jusqu'en Vendée, en Poitou ou en Saintonge, sur leurs bidets cauchois.
D'après André Sanson, le cheval cauchois commun marche la tête basse et lève peu ses pieds, ce qui donne l'impression qu'il va trébucher à chaque pas.

### Alimentation

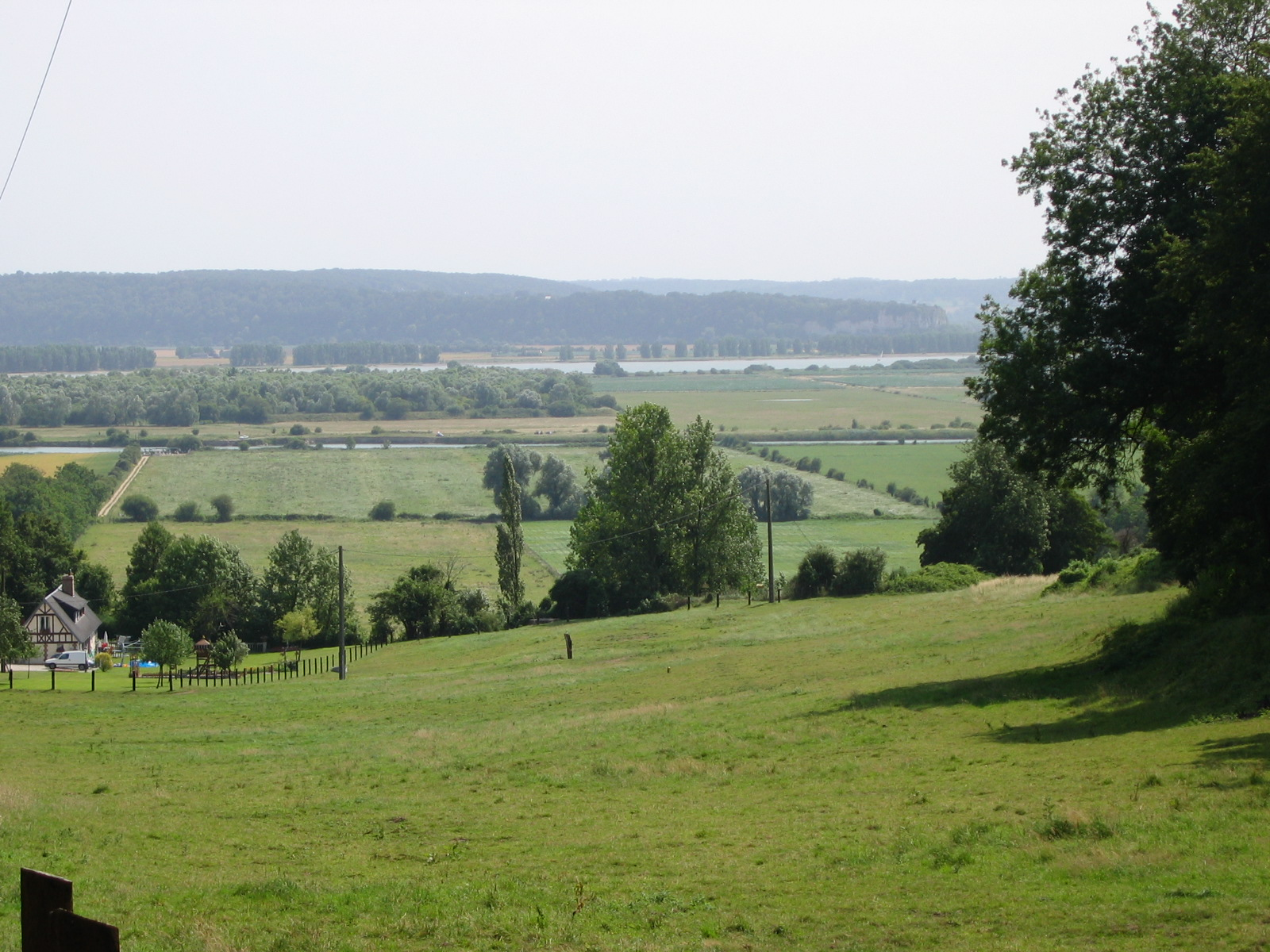
Pâturages typiques du pays de Caux.

Les poulains cauchois sont nourris tôt avec de l'avoine. F. Joseph Cardini estime que la nourriture qui leur est donnée produit leur différence de conformation. Les pâturages dans lesquels ils sont élevés sont moins humides que ceux du Boulonnais, et produisent une herbe plus fine et plus substantielle. Le sol de leur biotope est sec et élevé.

## Utilisations
Tout spécialement adapté aux diverses formes de roulage lourd, le Cauchois est l'une des races préférées pour la traction des attelages de brasseurs et de meuniers, ainsi que pour celle des diligences. Il est apprécié des commerçants et des riches citadins.
Dans leur région originelle, ces chevaux tractent à quatre d'énormes chariots longs, à quatre roues, sur des terrains accidentés. D'après l'article du périodique L'Illustration, les chevaux cauchois ne seraient jamais montés. Mis au travail dès l'âge de deux ans, ils sont vendus dans le commerce parisien à l'âge de cinq ans, pour le service ou le gros roulage. D'après Francois-Pierre-Charles, baron Dupin, dès l'âge de deux ans, les jeunes chevaux sont mis au tirage de la herse ; six mois après ils sont attelés à la charrue : d'ordinaire, leur prix de revente à quatre ou cinq ans est alors double du prix d'achat.
Entre 1855 et 1900, la Compagnie générale des omnibus (CGO) comptait 9,72 % de Cauchois parmi ses effectifs, majoritairement composés de Percherons. Le Cauchois présente le plus faible taux de mortalité de toutes les races employées par la CGO, selon les statistiques établies. Cela ne semble pas forcément imputable à une résistance particulière propre à la race, mais plutôt à son mode d'élevage et d'entraînement : les éleveurs faisaient travailler leurs animaux avant de les livrer à la CGO, ce qui induisait une bien meilleure adaptation à la période d'entraînement imposée par la compagnie. 
En 1867, André Sanson souligne que « Les juments [du pays de Caux] sont encore appelées cauchoises. Ce sont elles qui portent au marché les belles fermières du pays de Caux ». 
Dans les années 1830, la race cauchoise était recherchée pour la cavalerie lourde. Sous l'Ancien Régime, ces chevaux étaient appréciés des corps de cavalerie et de dragons : le régiment de cavalerie du Royal-Piémont s'est fourni dans le pays de Caux plusieurs années de suite. La précocité de la race permettait son entrée un an plus tôt aux escadrons de cavalerie.

## Diffusion de l'élevage
Propre au pays de Caux, le Cauchois s'élevait jadis dans l'arrondissement du Havre, mais son élevage a progressivement cessé au début du XIXe siècle, les cultivateurs locaux préférant acheter des poulains de race boulonnaise âgés d'un an à 15 mois, pour les revendre ensuite à Paris et à Lyon, âgés de quatre ans. Les rapports commerciaux entre le pays de Caux et la Picardie sont anciens, d'où cette pratique connue sous le nom d'« entraitage ».
Le Cauchois a été exporté hors de France : la « race de Bulle », dans le canton de Fribourg en Suisse, serait issue de la race cauchoise.

## Impact culturel
Le Cauchois a inspiré des peintres, qui ont représenté des fermières normandes tricotant sur le dos de leur bidet, lorsque ce dernier revient du marché, la bride sur le cou. Théodore Géricault a réalisé une petite lithographie représentant un cheval cauchois tourné à gauche, tenu par un maquignon. Cette œuvre est mentionnée au catalogue d'une vente d'objets d'art ayant eu lieu à l'hôtel Drouot le 6 mars 1885.